# Eliasbrunn
Eliasbrunn ist ein kleines Dorf am östlichen Rand des Thüringer Waldes mit 236 Einwohnern (Stand Juni 2023) und ist ein Ortsteil der Gemeinde Remptendorf im Saale-Orla-Kreis.

## Geografie
Der Ort Eliasbrunn liegt auf einer Bergkuppe auf 650 m Höhe und ist der höchstgelegene Ort in der Region. Die Gemarkung des Ortes ist mit einer Fläche von 608 ha ausgewiesen.

## Geschichte
Der Ort wurde bereits im Jahr 1071 erstmals urkundlich erwähnt, allerdings noch als Adelsgerisbrunnen. Aus dem Jahre 1606 ist eine „grausame Mordt-Thath“ überliefert, bei der ein Bauer namens Hans Eysenbeiß seine ganz Familie samt Magd und Knecht ermordete und dafür gefünfteilt wurde. Die Kirche wurde 1703 gebaut. Im Jahr 1878 wurde die letzte Turmwindmühle im weiteren Umfeld erbaut, die heute Wahrzeichen des Ortes ist und im Ortswappen verewigt wurde. 1994 wurde in unmittelbarer Nähe der Windmühle eine moderne Windkraftanlage errichtet, die weithin sichtbar ist.
Der Ort gehörte zur reußischen „Herrschaft Ebersdorf“, die zeitweise zu den Linien Reuß-Lobenstein und Reuß-Ebersdorf gehörte. 1848 kam der Ort zum Fürstentum Reuß jüngerer Linie (ab 1852 zum Landratsamt Schleiz) und 1919 zum Volksstaat Reuß. Seit 1920 gehört der Ort zu Thüringen. Während der Zeit der DDR gehörte Eliasbrunn zum Kreis Lobenstein im Bezirk Gera. Nach 1990 war es Mitglied in der Verwaltungsgemeinschaft Saale-Sormitz-Höhen bis zur Eingemeindung durch die Gemeindegebietsreform in Thüringen vom 1. Juli 1999. Seither ist es ein Ortsteil der Gemeinde Remptendorf.

### Einwohnerentwicklung
Entwicklung der Einwohnerzahl (Stand: jeweils 31. Dezember):
| - 1994: 244 - 1995: 250 - 1996: 249 | - 1997: 254 - 1998: 246 |

 Datenquelle: Thüringer Landesamt für Statistik

## Wappen
Das Ortswappen zeigt vor hellblauem Himmel eine graue Windmühle mit dunkelblauem Dach und gelben Flügeln, auf einer grünen Bergkuppe stehend.

## Wirtschaft
Im Ort sind verschiedene Betriebe ansässig, welche eine relativ große Anzahl lokaler Arbeitsplätze bieten. Ebenso ist das Gastgewerbe im Ort gut ausgebaut. Einige Vereine, wie der Sportverein und der Feuerwehrverein, sorgen für das kulturelle Angebot. Aufgrund der exponierten Lage auf einer Bergkuppe eignet sich der Ort sehr gut als Standort für Funkmasten zur Versorgung der Umgebung. Dies sorgte in den letzten Jahren aber auch für Unmut in der Bevölkerung, welche gesundheitliche Beeinträchtigungen befürchtet.